# Reda Seyam
Reda Seyam (* 1959 oder 1960 in Ägypten) ist ein deutscher Islamist ägyptischer Abstammung. Er wird verdächtigt, in das Sprengstoffattentat in Bali 2002 verwickelt gewesen zu sein und ist seit 2013 auf Seiten des Islamischen Staates im syrischen Bürgerkrieg beteiligt.

## Leben
1988 hatte er eine Frau geheiratet, die später unter dem Pseudonym Doris Glück die Geschichte ihrer Ehe veröffentlichte. Sie schrieb, Seyam sei nach einigen Jahren Ehe immer religiöser geworden und habe sie zum Islam geführt. 1994 seien beide nach Bosnien-Herzegowina gegangen, wo Seyam mit anderen Muslimen für den Dschihad tätig gewesen sei und seine Frau dazu überredet habe, einen Tschador anzulegen. Dann habe er eine weitere Frau geheiratet. Einmal habe ihr Mann sie in ein Trainingslager der Mudschaheddin gebracht, wo sie bei Hinrichtungen zugesehen habe. Seine erste Frau wurde vom BKA in ein Zeugenschutzprogramm aufgenommen, erhielt einen neuen Namen, verließ ihre Wohnung und wechselte ihre Arbeitsstelle. Seyam hielt sich während des Bosnienkrieges länger auf dem Balkan auf und produzierte Propagandavideos, die Mudschaheddin glorifizierten.
Seyam, der öffentlich für islamistischer Terrorismus eingetreten ist („Laut Koran ist es in Ordnung, Terrorist zu sein. Laut Koran ist es eine Pflicht, Kaffer (Ungläubige) umzubringen.“), wurde nach 2002 verdächtigt, einer der Hintermänner des Sprengstoffattentats von Bali gewesen zu sein, bei dem auf einer Vergnügungsmeile 202 Menschen starben.
In diesem Zusammenhang wurde er in Indonesien von der CIA befragt. Das BKA überführte ihn daraufhin 2003 nach Deutschland, wohl um eine Verbringung in ein Geheimgefängnis zu verhindern.
Für seine Aktivitäten im Ausland wurde Seyam in Deutschland nie zur Rechenschaft gezogen. Er gehörte zu den Besuchern des Neu-Ulmer Multikulturhauses, das am 28. Dezember 2005 von der bayerischen Staatsregierung (Kabinett Stoiber IV) geschlossen wurde.
Seyam lebte ab 2004 jahrelang in Berlin-Charlottenburg von Sozialhilfe und produzierte dort Propagandavideos für Anhänger des Salafismus. Er gehörte zum Führungszirkel des Vereins As-Sahaba/Die Gefährten e. V., der 2010 die salafistische As-Sahaba-Moschee im Wedding eröffnete. Während dieser Zeit pflegte er auch den Kontakt zu Denis Cuspert (Deso Dogg). Seyam setzte gerichtlich durch, seinem Sohn den Vornamen Dschihad zu geben. Zuerst wurde dem stattgegeben; dann legte der Berliner Innensenator Ehrhart Körting Beschwerde dagegen ein.
Laut einem Urteil vom 2. September 2009 darf der Sohn Djehad heißen. Das Kammergericht befand, dies sei ein in der arabischen Welt üblicher Name.
Am 19. August 2013 berichtete das ARD-Magazin Report Mainz auf seiner Website, der „Top-Islamist“ Reda Seyam sei im syrischen Bürgerkrieg aktiv. Videoaufzeichnungen wurden von Fachleuten für echt gehalten. Laut Informationen des Rechercheverbundes von NDR, WDR und der Süddeutschen Zeitung war er zuletzt unter dem Kampfnamen Dhul Qaranain zum Bildungsminister des Islamischen Staates ernannt worden.
Die Regierung des Irak bestätigte am 16. Dezember 2014 seinen Tod; zuvor hatte eine Nachrichtenagentur gemeldet, er sei Anfang Dezember 2014 bei Gefechten nahe Mossul getötet worden. Im Januar 2015 wurde bekannt, dass er wahrscheinlich noch am Leben sei.
Ende Juli 2018 erschienen erneut Zeitungsberichte, die den Tod Reda Seyams meldeten. Er sei demnach bei der Vertreibung der Terrormiliz Islamischer Staat (IS) aus der irakischen Stadt Mossul getötet worden.
Seyam war schon 2008 begeistert von der Darstellung von Gewalttaten im Internet durch Dschihadisten zu Werbezwecken unter jungen Leuten, also mittels Kampfvideos und „Märtyrervideos“:

„Wir haben die Amerikaner und ihre Hollywood-Visionen mit ihren eigenen Waffen geschlagen – der Kamera.“